# フリードマン方程式
フリードマン方程式（フリードマンほうていしき、Friedmann equations）は、一般相対性理論のアインシュタイン方程式の厳密解の一つであるフリードマン・ルメートル・ロバートソン・ウォーカー計量（FLRW計量）から得られる時空の運動方程式である。標準ビッグバン宇宙モデルでの宇宙膨張を表す方程式であり、観測的宇宙論における宇宙論パラメータは、フリードマン方程式を元に導出される。1922年に、アレクサンドル・フリードマンが、宇宙モデルとして提出したものである。本稿では、宇宙項を含めて方程式を示す。

## 方程式
1. 一様で等方な時空であるFLRW計量を仮定する；
{\displaystyle ds^{2}=-c^{2}dt^{2}+a(t)^{2}\left[{\frac {dr^{2}}{1-kr^{2}}}+{r}^{2}\!\left(d\theta ^{2}+\sin ^{2}\!\theta \,d\phi ^{2}\right)\right]}
  - {\displaystyle a(t)} は、宇宙のスケール因子（膨張因子）と呼ばれる量で、時刻 {\displaystyle t} での宇宙の大きさを相対的に示す量である。
  - {\displaystyle k} は、時空に仮定する曲率で、曲率の正・負・ゼロに対応して、{\displaystyle k{=}+1,\,-1,\,0} の値を取る。
2. 物質分布は完全流体であると仮定する。すなわち、エネルギー・運動量テンソルを以下のように仮定する；
{\displaystyle T_{\mu \,\nu }=Pg_{\mu \,\nu }+(P+\rho c^{2})\,u_{\mu }u_{\nu }\,}
  - {\displaystyle P} は圧力、{\displaystyle \rho } は密度。
  - {\displaystyle u_{\mu }}は観測者の4元速度ベクトル（共動座標系ならば {\displaystyle u_{\mu }=(c,0,0,0)}）である。

以上の仮定のもとに、宇宙項（宇宙定数{\displaystyle \Lambda }）を持つアインシュタイン方程式を書き下すと、次のフリードマン方程式が得られる。
{\displaystyle \left({\frac {\,{\dot {a}}\,}{a}}\right)^{2}+{\frac {kc^{2}}{a^{2}}}-{\frac {\Lambda c^{2}}{3}}={\frac {8\pi G}{3}}\rho }
{\displaystyle 2{\frac {\,{\ddot {a}}\,}{a}}+\left({\frac {\,{\dot {a}}\,}{a}}\right)^{2}+{\frac {kc^{2}}{a^{2}}}-\Lambda c^{2}=-{\frac {8\pi G}{c^{2}}}P}
第2式はエネルギー・運動量保存則を仮定すれば、第1式より導出されるので、実質的に宇宙のダイナミクス（力学的ふるまい）は第1式で与えられる。

## 宇宙論パラメータ
フリードマン方程式の描く宇宙のダイナミクスは、
- 状態方程式（{\displaystyle p} と {\displaystyle \rho } の関係式）
- 宇宙の曲率 {\displaystyle k}
- 宇宙項の有無 {\displaystyle \Lambda }

を指定すれば、スケールファクタ {\displaystyle a(t)} の振る舞いとして与えられる。
宇宙項がなく宇宙の曲率をゼロとしたときの物質密度を臨界密度 {\displaystyle \rho _{c}\equiv {\frac {3H^{2}}{8\pi G}}}といい、これを用いて、宇宙の密度パラメータを
{\displaystyle \Omega \equiv {\frac {\rho }{\rho _{c}}}={\frac {8\pi G}{3H^{2}}}\rho }
と定義する。ただし {\displaystyle H\equiv {\frac {\,{\dot {a}}\,}{a}}} はハッブル定数。
観測的宇宙論では、以上で得られる {\displaystyle \left(H,\Omega ,k,\Lambda \right)} が宇宙モデルを決定する基本的なパラメータになり、これらを宇宙論パラメータと呼ぶ。観測値などは宇宙論パラメータの項参照。